# HD60431
HD60431 — хімічно пекулярна зоря спектрального класу
B4 й має видиму зоряну величину в смузі V приблизно  8,6.

## Пекулярний хімічний склад
Зоряна атмосфера HD60431 має підвищений вміст 
Si
.